# Dena
Masiv Dena je nejvyšší horou více než 1500 km dlouhého pohoří Zāgros v Íránu. Nachází se ve středním Zāgrosu v blízkosti města Jásúdž. Nejvyšším vrcholem masivu je 4409 m vysoký Qash Mastan.
Průzkumník Theodor Kotschy pobýval v roce 1842 pohoří Zagros a masiv Dena, kde zkoumal místní flóru a faunu. 2. srpna 1842 zdolal vrchol Qash Mastan.
Dne 18. února 2018 se v masivu Dena zřítil let Iran Aseman Airlines 3704 a zemřelo všech 66 cestujících na palubě.